# Bagac
Bagac is een gemeente in de Filipijnse provincie Bataan op het eiland Luzon. Bij de laatste census in 2007 had de gemeente ruim 24 duizend inwoners.

## Geografie

### Bestuurlijke indeling
Bagac is onderverdeeld in de volgende 14 barangays:
| - Atilano L. Ricardo - Bagumbayan - Banawang - Binuangan - Binukawan - Ibaba - Ibis | - Pag-asa - Parang - Paysawan - Quinawan - San Antonio - Saysain - Tabing-Ilog |

## Demografie
Bagac had bij de census van 2007 een inwoneraantal van 24.202 mensen. Dit zijn 1.849 mensen (8,3%) meer dan bij de vorige census van 2000. De gemiddelde jaarlijkse groei komt daarmee uit op 1,10%, hetgeen lager is dan het landelijk jaarlijks gemiddelde over deze periode (2,04%). Vergeleken met de census van 1995 is het aantal mensen met 3.296 (15,8%) toegenomen.

De bevolkingsdichtheid van Bagac was ten tijde van de laatste census, met 24.202 inwoners op 231,2 km², 90,4 mensen per km².